# Jikata (Aguié)
Jikata ist ein Dorf in der Stadtgemeinde Aguié in Niger.

## Geographie
Das von einem traditionellen Ortsvorsteher (chef traditionnel) geleitete Dorf befindet sich rund 14 Kilometer nordöstlich des urbanen Zentrums von Aguié, der Hauptstadt des gleichnamigen Departements Aguié, das zur Region Maradi gehört. Zu den Siedlungen in der näheren Umgebung von Jikata zählen Guidan Dawaye im Nordwesten, Maïguigé im Norden, Iyataoua im Nordosten und Guidan Zougaou im Südosten.
Jikata ist Teil der Übergangszone zwischen Sahel und Sudan. Die durchschnittliche jährliche Niederschlagsmenge beträgt hier zwischen 400 und 500 mm.

## Bevölkerung
Bei der Volkszählung 2012 hatte Jikata 1960 Einwohner, die in 238 Haushalten lebten. Bei der Volkszählung 2001 betrug die Einwohnerzahl 1486 in 189 Haushalten und bei der Volkszählung 1988 belief sich die Einwohnerzahl auf 1125 in 166 Haushalten.
Die Bevölkerungsdichte in diesem Gebiet ist für nigrische Verhältnisse hoch.

## Wirtschaft und Infrastruktur
Das Gebiet der Ebenen im südlichen Teil der Region Maradi, in dem Jikata liegt, ist von einer anhaltenden Degradation der ackerbaulichen Flächen gekennzeichnet, die mit der hohen Bevölkerungsdichte in Zusammenhang steht. Es gibt eine Schule im Dorf.